# 切特廖赫維奧爾斯特諾耶湖
61°44′52″N 34°26′23″E / 61.74778°N 34.43972°E

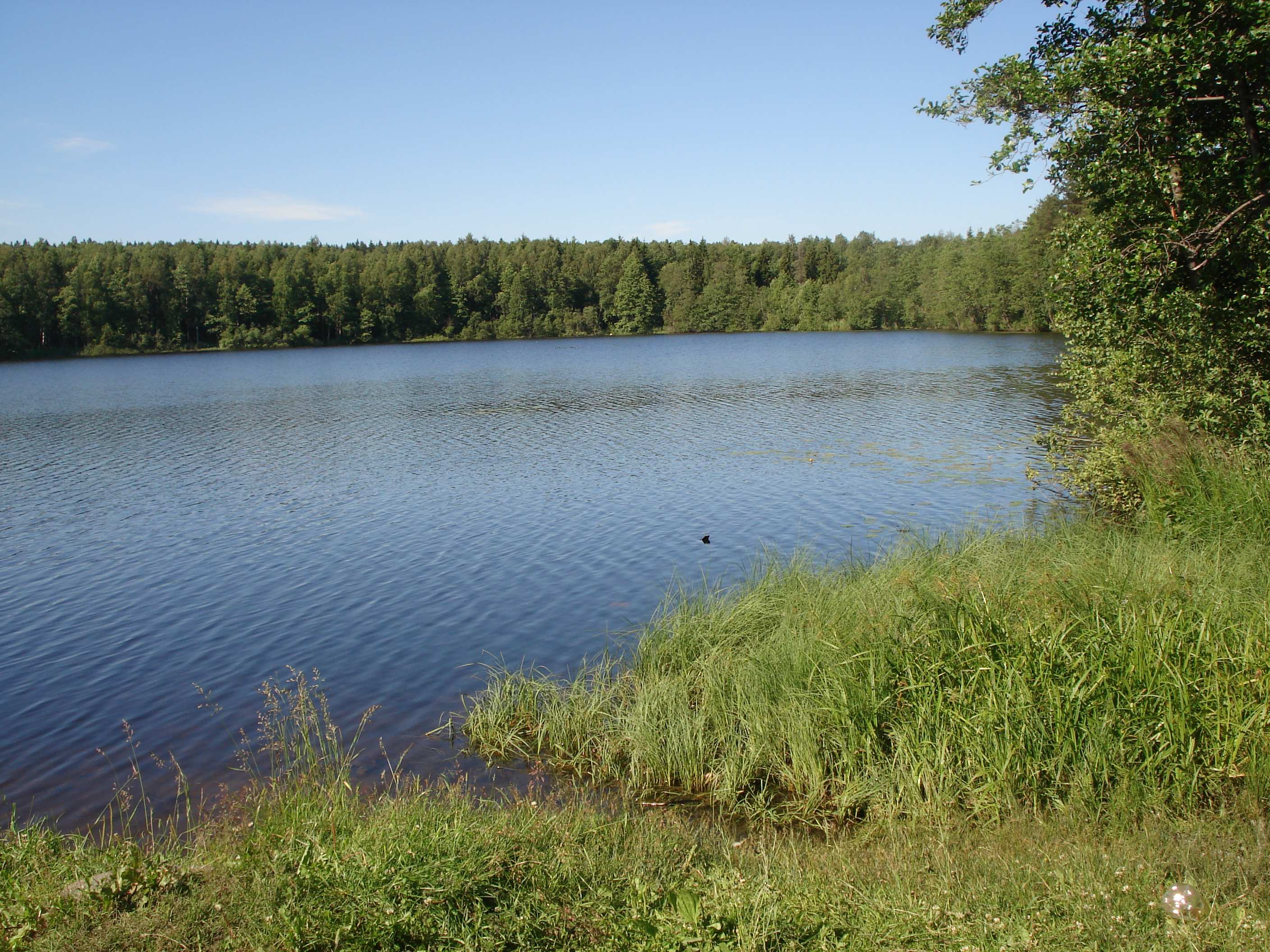

切特廖赫維奧爾斯特諾耶湖（俄语：Четырёхвёрстное озеро），是俄羅斯的湖泊，位於該國西北部，由卡累利阿共和國負責管轄，長0.648公里、寬0.248公里，面積0.16平方公里，平均水深3米，最大水深5米。